# Friedmann Cevi Hirsch
Friedmann Cevi Hirsch (1808 körül – 1874) rabbi, caddik
Első mestere Teitelbaum Móse sátoraljaújhelyi rabbi volt. Innen Charif Hersele bonyhádi rabbi jesivájába került. Már fiatal korában gyakran zarándokolt a híres lengyelországi caddikokhoz, s amikor a liszkai hitközség rabbija lett, igyekezett Magyarországon is elterjeszteni a haszid szellemiséget. Tömegesen zarándokoltak hozzá a hívek és a tanácsát kérők. Megjelent művei: Ach Peri Tov (homiletikus magyarázatok); Hajósor Vehatov (ünnepi- és gyászbeszédek).